# 毛木耳
毛木耳（学名：Auricularia polytricha），又称白背毛木耳，是木耳科木耳属食用菌。毛木耳外形与黑木耳相近，毛较长，质地硬而脆。主要生长于柳树、桑树、洋槐等阔叶树干上或腐木上。
毛木耳富含毛木耳多糖。